# Pieter Kaay
Pieter Kaay (Almelo, 13 maart 1904 – Enschede, 3 juli 1943) was een Nederlandse politieman. Hij werkte tijdens de Tweede Wereldoorlog nauw samen met de Duitse bezetter en werd om die reden door het verzet geliquideerd.

## Levensloop
Kaay begon zijn carrière bij de Amsterdamse politie. Na de Duitse aanval ontpopte hij zich tot een felle nationaalsocialist. Hij trad op 1 augustus 1941 toe tot de NSB. In 1943 was hij verantwoordelijk voor de arrestatie van Sjoerd Bakker, die betrokken was bij de aanslag op het Amsterdams bevolkingsregister.
In april 1943 maakte Kaaij de overstap naar het politiekorps van Enschede. Dat deed hij op verzoek van zijn vriend en mede-NSB'er hoofdcommissaris Antonie Berends. Een paar maanden eerder had het voltallige personeel geweigerd om nog langer Joden op te halen. Daarmee vormde het politiekorps in Enschede een uitzondering binnen Nederland. Berends kon een geestverwant daarom goed gebruiken.

## Aanslag
Op 3 juli werd Kaay om 8 uur in de ochtend op de Kuipersdijk doodgeschoten door een andere fietser. Hij was op dat moment op weg naar het politiebureau.
Voorafgaand aan de aanslag heeft Marianne van Raamsdonk een week lang de dagelijkse gewoonten en looproute van Kaay geobserveerd. Wie de moord heeft gepleegd is nooit duidelijk geworden. De namen van Reina Prinsen Geerligs en Louis Boissevain worden vaak genoemd. Dat komt omdat zij de liquidatie na hun arrestatie toegaven aan de Duitsers. Volgens voormalig NIOD-directeur Marjan Schwegman zouden zij de moord hebben toegeven omdat er voor hen op dat moment weinig meer aan te redden was. Op deze manier hielden ze de werkelijke aanslagplegers uit de wind. Waarschijnlijk werd de aanslag gepleegd door een verzetsgroep uit Enschede.
Van Raamsdonk, Prinsen Geerligs en Boissevain waren allen lid van de Amsterdamse verzetsgroep CS-6. Op de avond van 2 juli 1943 hadden Prinsen Geerligs en Hans Katan wel een bezoek gebracht aan Kaay, met als doel hem te vermoorden. Een van zijn kinderen zat bij hem op schoot, waardoor ze – in ieder geval voorlopig – van de aanslag afzagen. De volgende dag hoorden ze tot hun eigen verbazing dat iemand hen was voor geweest.
Cynisch genoeg kreeg Kaay door het niet handelen van Katan en Prinsen Geerligs de kans om later op de avond nog de Joodse peuter Harry Cohen die ondergedoken zat op de Broekheurnerweg 496 in Enschede te arresteren en af te voeren. Cohen zou uiteindelijk de oorlog overleven.
Een paar dagen na de aanslag omsingelde de Grüne Polizei het politiebureau van Enschede. Als represaille, en ongetwijfeld werd er rekening gehouden met de eerdere werkweigering om Joden te arresteren, werden 24 politieagenten via Kamp Amersfoort op transport gezet naar een kamp voor krijgsgevangenen bij Mühlberg.  Een van hen overleefde de oorlog niet.

## Persoonlijk
Kaay was getrouwd en had twee kinderen.